# EHF-Pokal 2018/19

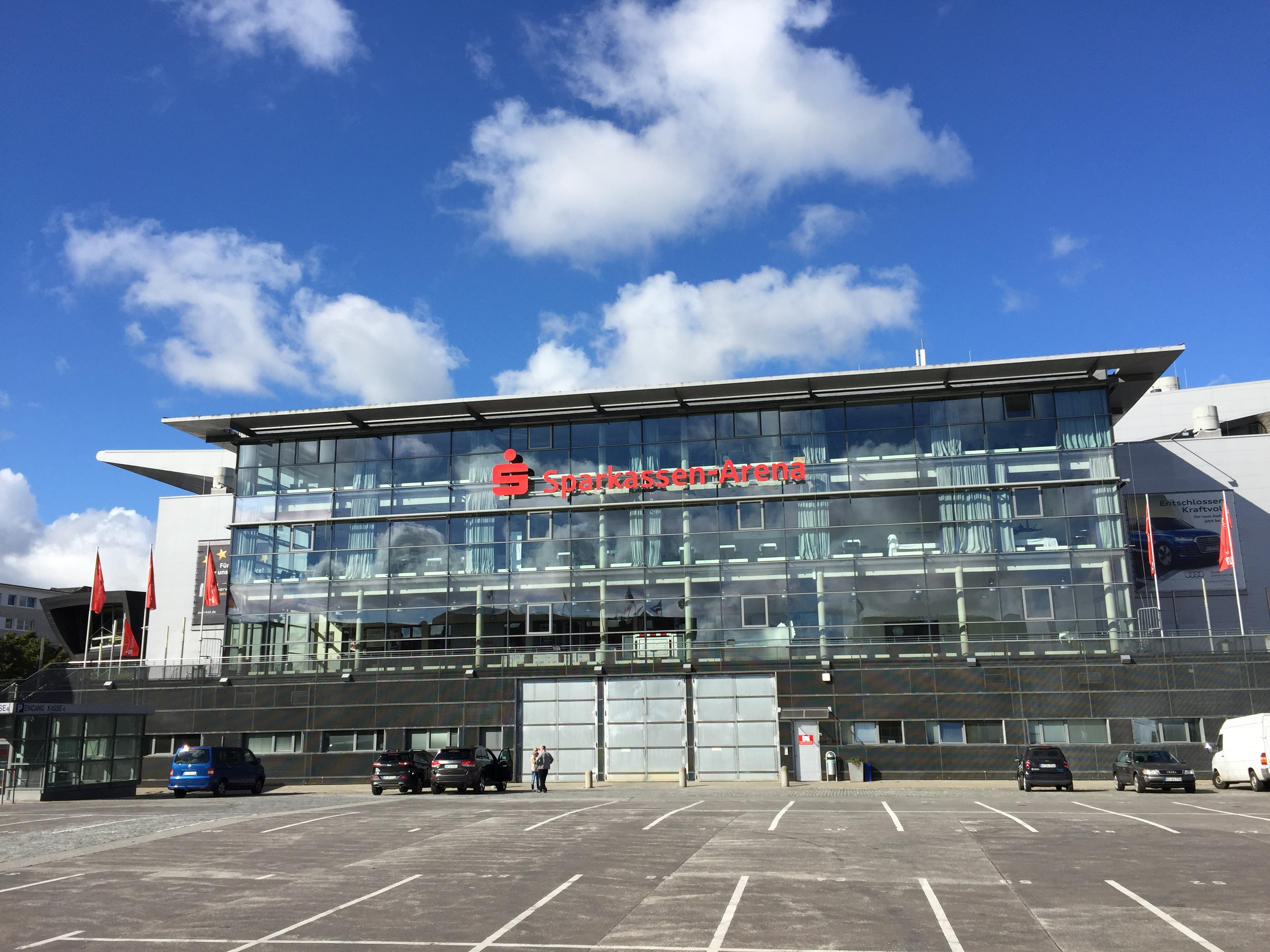
Südansicht der Sparkassen-Arena in Kiel, 2016

Am EHF-Pokal 2018/19 nahmen Handball-Vereinsmannschaften aus Europa teil, die sich in der vorangegangenen Saison in ihren Heimatländern für den Wettbewerb qualifiziert hatten. Die Pokalspiele begannen am 1. September 2018 und endeten mit dem Final Four am 18. Mai 2019 in der Kieler Sparkassen-Arena. Sieger wurde der THW Kiel, der Titelverteidiger Füchse Berlin im Endspiel mit 26:22 schlug. Der Streamingdienst DAZN übertrug alle Partien der deutschen Teams und das Final Four.

## 3. Qualifikationsrunde
Ausgeloste Spiele und Ergebnisse
| Mannschaft 1          | Mannschaft 2               | Hinspiel          | Rückspiel         | Gesamt  |
| --------------------- | -------------------------- | ----------------- | ----------------- | ------- |
| Füchse Berlin         | Aalborg Håndbold           | Sa. 17.11.2018    | So. 25.11.2018    | 57 : 54 |
| Füchse Berlin         | Aalborg Håndbold           | 29 : 31 (13 : 13) | 28 : 23 (11 : 13) | 57 : 54 |
| THW Kiel              | Drammen HK                 | So. 18.11.2018    | So. 25.11.2018    | 70 : 41 |
| THW Kiel              | Drammen HK                 | 34 : 23 (16 :14)  | 36 : 18 (9 : 17)  | 70 : 41 |
| TSV Hannover-Burgdorf | Benfica Lissabon           | Sa. 17.11.2018    | Sa. 24.11.2018    | 74 : 69 |
| TSV Hannover-Burgdorf | Benfica Lissabon           | 41 : 36 (26 : 18) | 33 : 33 (16 : 16) | 74 : 69 |
| SC Magdeburg          | FC Porto                   | So. 18.11.2018    | So. 25.11.2018    | 53 : 57 |
| SC Magdeburg          | FC Porto                   | 26 : 23 (14 : 11) | 27 : 34 (12 : 18) | 53 : 57 |
| HK Malmö              | HC Dobrogea Sud Constanța  | So. 18.11.2018    | So. 25.11.2018    | 50 : 57 |
| HK Malmö              | HC Dobrogea Sud Constanța  | 22 : 23           | 28 : 34           | 50 : 57 |
| BM Granollers         | RK Velenje                 | So. 18.11.2018    | So. 25.11.2018    | 57 : 49 |
| BM Granollers         | RK Velenje                 | 24 : 25           | 33 : 24           | 57 : 49 |
| CB Ciudad de Logroño  | Kadetten Schaffhausen      | So. 18.11.2018    | So. 25.11.2018    | 50 : 50 |
| CB Ciudad de Logroño  | Kadetten Schaffhausen      | 26 : 22           | 24 : 28           | 50 : 50 |
| KS Azoty-Puławy       | UMF Selfoss                | So. 18.11.2018    | So. 25.11.2018    | 60 : 54 |
| KS Azoty-Puławy       | UMF Selfoss                | 33 : 26           | 27 : 28           | 60 : 54 |
| Olympiacos H.C.       | RK Našice                  | So. 18.11.2018    | So. 25.11.2018    | 47 : 55 |
| Olympiacos H.C.       | RK Našice                  | 22 : 25           | 25 : 30           | 47 : 55 |
| RK Eurofarm Rabotnik  | BSV Bern Muri              | So. 18.11.2018    | So. 25.11.2018    | 59 : 47 |
| RK Eurofarm Rabotnik  | BSV Bern Muri              | 29 : 19           | 30 : 28           | 59 : 47 |
| HC Achilles Bocholt   | Liberbank Cuenca           | So. 18.11.2018    | So. 25.11.2018    | 54 : 71 |
| HC Achilles Bocholt   | Liberbank Cuenca           | 29 : 34           | 25 : 37           | 54 : 71 |
| Tatabánya KC          | OCI-Lions                  | So. 18.11.2018    | So. 25.11.2018    | 58 : 45 |
| Tatabánya KC          | OCI-Lions                  | 31 : 18           | 27 : 27           | 58 : 45 |
| HC Baník Karviná      | Balatonfüredi KSE          | So. 18.11.2018    | So. 25.11.2018    | 62 : 66 |
| HC Baník Karviná      | Balatonfüredi KSE          | 33 : 34           | 29 : 32           | 62 : 66 |
| RK Vojvodina          | GOG Håndbold               | So. 18.11.2018    | So. 25.11.2018    | 52 : 70 |
| RK Vojvodina          | GOG Håndbold               | 27 : 32           | 25 : 38           | 52 : 70 |
| Pays d’Aix UC         | Team Tvis Holstebro        | So. 18.11.2018    | So. 25.11.2018    | 50 : 53 |
| Pays d’Aix UC         | Team Tvis Holstebro        | 25 : 25           | 25 : 28           | 50 : 53 |
| Maccabi Rishon LeZion | Saint-Raphaël Var Handball | So. 18.11.2018    | So. 25.11.2018    | 59 : 63 |
| Maccabi Rishon LeZion | Saint-Raphaël Var Handball | 29 : 36           | 30 : 27           | 59 : 63 |

## Gruppenphase

### Gruppe A
| Pl. | Mannschaft                 | Sp. | S | U | N | T   | GT  | Diff. | Punkte |
| --- | -------------------------- | --- | - | - | - | --- | --- | ----- | ------ |
| 1.  | Füchse Berlin              | 6   | 5 | 0 | 1 | 192 | 166 | 26    | 10     |
| 2.  | Saint-Raphaël Var Handball | 6   | 4 | 0 | 2 | 180 | 169 | 11    | 8      |
| 3.  | CB Ciudad de Logroño       | 6   | 2 | 0 | 4 | 174 | 180 | −6    | 4      |
| 4.  | Balatonfüredi KSE          | 6   | 1 | 0 | 5 | 156 | 187 | −31   | 2      |

Ergebnisse
| Gruppe A         | Deutschland | Frankreich | Spanien | Ungarn |
| ---------------- | ----------- | ---------- | ------- | ------ |
| Füchse Berlin    | X           | 33:29      | 29:27   | 36:23  |
| Saint-Raphaël    | 34:31       | X          | 30:26   | 27:23  |
| Logroño La Riojo | 29:34       | 29:28      | X       | 29:24  |
| Balatonfüredi    | 24:29       | 27:32      | 35:34   | X      |

| So., 10. Februar 2019 15:00 Uhr | Füchse Berlin                 | 33:29   | Saint-Raphaël           | Max-Schmeling-Halle Zuschauer: 6351 |
| So., 10. Februar 2019 15:00 Uhr | meiste Tore: 7 Lindberg, Drux | (17:15) | meiste Tore: 7 Barachet | Max-Schmeling-Halle Zuschauer: 6351 |
| So., 10. Februar 2019 15:00 Uhr |                               |         |                         | Max-Schmeling-Halle Zuschauer: 6351 |

| Do., 14. Februar 2019 18:00 Uhr | Balatonfüredi        | 24:29   | Füchse Berlin          | Veszprém Arena Zuschauer: 1000 |
| Do., 14. Februar 2019 18:00 Uhr | meiste Tore: 9 Máthé | (14:16) | meiste Tore: 7 Elísson | Veszprém Arena Zuschauer: 1000 |
| Do., 14. Februar 2019 18:00 Uhr |                      |         |                        | Veszprém Arena Zuschauer: 1000 |

| Sa., 23. Februar 2019 19:30 Uhr | Logroño              | 29:34   | Füchse Berlin           | Palacio de los Deportes Zuschauer: 2500 |
| Sa., 23. Februar 2019 19:30 Uhr | meiste Tore: 9 Scott | (16:15) | meiste Tore: 7 Lindberg | Palacio de los Deportes Zuschauer: 2500 |
| Sa., 23. Februar 2019 19:30 Uhr |                      |         |                         | Palacio de los Deportes Zuschauer: 2500 |

| So., 3. März 2019 19:00 Uhr | Füchse Berlin           | 29:27   | Logroño                | Max-Schmeling-Halle Zuschauer: 4573 |
| So., 3. März 2019 19:00 Uhr | meiste Tore: 8 Lindberg | (13:14) | meiste Tore: 7 Cabezon | Max-Schmeling-Halle Zuschauer: 4573 |
| So., 3. März 2019 19:00 Uhr |                         |         |                        | Max-Schmeling-Halle Zuschauer: 4573 |

| Sa., 23. März 2019 20:00 Uhr | Saint-Raphaël          | 34:31   | Füchse Berlin           | Palais des Sports J-F Krakowski Zuschauer: 1191 |
| Sa., 23. März 2019 20:00 Uhr | meiste Tore: 6 Dipanda | (18:15) | meiste Tore: 7 Lindberg | Palais des Sports J-F Krakowski Zuschauer: 1191 |
| Sa., 23. März 2019 20:00 Uhr |                        |         |                         | Palais des Sports J-F Krakowski Zuschauer: 1191 |

| So., 31. März 2019 16:00 Uhr | Füchse Berlin              | 36:23   | Balatonfüredi          | Max-Schmeling-Halle Zuschauer: 9000 |
| So., 31. März 2019 16:00 Uhr | meiste Tore: 10 Zachrisson | (16:14) | meiste Tore: 7 Semenov | Max-Schmeling-Halle Zuschauer: 9000 |
| So., 31. März 2019 16:00 Uhr |                            |         |                        | Max-Schmeling-Halle Zuschauer: 9000 |

### Gruppe B
| Pl. | Mannschaft            | Sp. | S | U | N | T   | GT  | Diff. | Punkte |
| --- | --------------------- | --- | - | - | - | --- | --- | ----- | ------ |
| 1.  | Grundfos Tatabánya KC | 6   | 4 | 1 | 1 | 172 | 154 | 18    | 9      |
| 2.  | TSV Hannover-Burgdorf | 6   | 3 | 1 | 2 | 162 | 144 | 18    | 7      |
| 3.  | RK Nexe               | 6   | 3 | 0 | 3 | 156 | 160 | −4    | 6      |
| 4.  | RK Eurofarm Rabotnik  | 6   | 1 | 0 | 5 | 133 | 165 | −32   | 2      |

Ergebnisse
| Gruppe B  | Ungarn | Deutschland | Kroatien | Nordmazedonien |
| --------- | ------ | ----------- | -------- | -------------- |
| Tatabanya | X      | 28:25       | 27:28    | 30:27          |
| Hannover  | 27:27  | X           | 32:22    | 24:21          |
| RK Nexe   | 26:29  | 29:25       | X        | 23:18          |
| Rabotnik  | 21:31  | 17:29       | 29:28    | X              |

| Sa., 9. Februar 2019 19:30 Uhr | Hannover-Burgdorf    | 24:21   | Rabotnik               | Swiss Life Hall Zuschauer: 3514 |
| Sa., 9. Februar 2019 19:30 Uhr | meiste Tore: 7 Olsen | (16:14) | meiste Tore: 6 Gradjan | Swiss Life Hall Zuschauer: 3514 |
| Sa., 9. Februar 2019 19:30 Uhr |                      |         |                        | Swiss Life Hall Zuschauer: 3514 |

| Sa., 16. Februar 2019 19:30 Uhr | Nexe                          | 29:25  | Hannover-Burgdorf        | Sportska dvorana kralja Tomislava Zuschauer: 2000 |
| Sa., 16. Februar 2019 19:30 Uhr | meiste Tore: 5 Zrnić, Buvinić | (14:9) | meiste Tore: 8 Kastening | Sportska dvorana kralja Tomislava Zuschauer: 2000 |
| Sa., 16. Februar 2019 19:30 Uhr |                               |        |                          | Sportska dvorana kralja Tomislava Zuschauer: 2000 |

| So., 24. Februar 2019 13:00 Uhr | Tatabanya              | 28:25   | Hannover-Burgdorf               | Audi Aréna Győr Zuschauer: 2500 |
| So., 24. Februar 2019 13:00 Uhr | meiste Tore: 7 Vujović | (16:16) | meiste Tore: 5 Olsen, Kastening | Audi Aréna Győr Zuschauer: 2500 |
| So., 24. Februar 2019 13:00 Uhr |                        |         |                                 | Audi Aréna Győr Zuschauer: 2500 |

| So., 3. März 2019 13:00 Uhr | Hannover-Burgdorf               | 27:27  | Tatabanya              | Swiss Life Hall Zuschauer: 3521 |
| So., 3. März 2019 13:00 Uhr | meiste Tore: 5 Olsen, Kastening | (14:4) | meiste Tore: 8 Vujović | Swiss Life Hall Zuschauer: 3521 |
| So., 3. März 2019 13:00 Uhr |                                 |        |                        | Swiss Life Hall Zuschauer: 3521 |

| So., 24. März 2019 19:00 Uhr | Rabotnik                   | 17:29  | Hannover-Burgdorf     | Sportska sala Mladost Zuschauer: 3000 |
| So., 24. März 2019 19:00 Uhr | meiste Tore: 7 Kuzmanovski | (8:15) | meiste Tore: 9 Ugalde | Sportska sala Mladost Zuschauer: 3000 |
| So., 24. März 2019 19:00 Uhr |                            |        |                       | Sportska sala Mladost Zuschauer: 3000 |

| Wed., 27. März 2019 20:30 Uhr | Hannover-Burgdorf         | 32:22  | Nexe                         | Swiss Life Hall Zuschauer: 3614 |
| Wed., 27. März 2019 20:30 Uhr | meiste Tore: 10 Kastening | (14:9) | meiste Tore: 4 Barišić-Jaman | Swiss Life Hall Zuschauer: 3614 |
| Wed., 27. März 2019 20:30 Uhr |                           |        |                              | Swiss Life Hall Zuschauer: 3614 |

### Gruppe C
| Pl. | Mannschaft                | Sp. | S | U | N | T   | GT  | Diff. | Punkte |
| --- | ------------------------- | --- | - | - | - | --- | --- | ----- | ------ |
| 1.  | FC Porto                  | 6   | 6 | 0 | 0 | 196 | 168 | 28    | 12     |
| 2.  | Team Tvis Holstebro       | 6   | 3 | 0 | 3 | 175 | 160 | 15    | 6      |
| 3.  | HC Dobrogea Sud Constanța | 6   | 2 | 0 | 4 | 165 | 174 | −9    | 4      |
| 4.  | Liberbank Cuenca          | 6   | 1 | 0 | 5 | 152 | 186 | −34   | 2      |

Ergebnisse
| Gruppe C  | Portugal | Danemark | Rumänien | Spanien |
| --------- | -------- | -------- | -------- | ------- |
| FC Porto  | X        | 32:29    | 30:27    | 37:26   |
| Holstebro | 31:33    | X        | 29:25    | 34:22   |
| Constanța | 29:35    | 22:28    | X        | 34:26   |
| Cuenca    | 26:29    | 26:24    | 26:28    | X       |

### Gruppe D
| Pl. | Mannschaft         | Sp. | S | U | N | T   | GT  | Diff. | Punkte |
| --- | ------------------ | --- | - | - | - | --- | --- | ----- | ------ |
| 1.  | THW Kiel           | 6   | 6 | 0 | 0 | 191 | 144 | 47    | 12     |
| 2.  | GOG                | 6   | 3 | 0 | 3 | 182 | 180 | 2     | 6      |
| 3.  | BM Granollers      | 6   | 2 | 1 | 3 | 174 | 195 | −21   | 5      |
| 4.  | KS Azoty-Puławy SA | 6   | 0 | 1 | 5 | 169 | 197 | −28   | 1      |

Ergebnisse
| Gruppe D      | Deutschland | Danemark | Spanien | Polen |
| ------------- | ----------- | -------- | ------- | ----- |
| THW Kiel      | X           | 37:23    | 34:28   | 26:23 |
| GOG           | 22:26       | X        | 34:26   | 41:29 |
| BM Granollers | 22:33       | 34:31    | X       | 30:29 |
| Azoty-Puławy  | 26:35       | 28:31    | 34:34   | X     |

| So., 10. Februar 2019 19:30 Uhr | Granollers                    | 22:33   | THW Kiel                      | Palau d’Esports Zuschauer: 3225 |
| So., 10. Februar 2019 19:30 Uhr | meiste Tore: 7 Figueras Trejo | (11:18) | meiste Tore: 5 Ekberg, Dahmke | Palau d’Esports Zuschauer: 3225 |
| So., 10. Februar 2019 19:30 Uhr |                               |         |                               | Palau d’Esports Zuschauer: 3225 |

| Wed., 13. Februar 2019 19:45 Uhr | THW Kiel                       | 26:23   | Azoty-Puławy             | Sparkassen-Arena Zuschauer: 7607 |
| Wed., 13. Februar 2019 19:45 Uhr | meiste Tore: 6 Duvnjak, Landin | (11:11) | meiste Tore: 5 Podsiadlo | Sparkassen-Arena Zuschauer: 7607 |
| Wed., 13. Februar 2019 19:45 Uhr |                                |         |                          | Sparkassen-Arena Zuschauer: 7607 |

| So., 24. Februar 2019 15:00 Uhr | THW Kiel               | 37:23   | GOG                        | Sparkassen-Arena Zuschauer: 8618 |
| So., 24. Februar 2019 15:00 Uhr | meiste Tore: 10 Ekberg | (19:10) | meiste Tore: 6 Rikhardsson | Sparkassen-Arena Zuschauer: 8618 |
| So., 24. Februar 2019 15:00 Uhr |                        |         |                            | Sparkassen-Arena Zuschauer: 8618 |

| So., 3. März 2019 15:00 Uhr | GOG                        | 22:26   | THW Kiel              | Arena Fyn Zuschauer: 4000 |
| So., 3. März 2019 15:00 Uhr | meiste Tore: 6 Rikhardsson | (10:11) | meiste Tore: 7 Ekberg | Arena Fyn Zuschauer: 4000 |
| So., 3. März 2019 15:00 Uhr |                            |         |                       | Arena Fyn Zuschauer: 4000 |

| Sa., 23. März 2019 18:00 Uhr | THW Kiel               | 34:28   | Granollers                    | Sparkassen Arena Zuschauer: 9006 |
| Sa., 23. März 2019 18:00 Uhr | meiste Tore: 6 Pekeler | (20:13) | meiste Tore: 9 Figueras Trejo | Sparkassen Arena Zuschauer: 9006 |
| Sa., 23. März 2019 18:00 Uhr |                        |         |                               | Sparkassen Arena Zuschauer: 9006 |

| Sa., 30. März 2019 15:00 Uhr | Azoty-Puławy            | 26:35   | THW Kiel               | Globus Halle Lublin Zuschauer: 2500 |
| Sa., 30. März 2019 15:00 Uhr | meiste Tore: 7 Rogulski | (14:15) | meiste Tore: 7 Pekeler | Globus Halle Lublin Zuschauer: 2500 |
| Sa., 30. März 2019 15:00 Uhr |                         |         |                        | Globus Halle Lublin Zuschauer: 2500 |

## Viertelfinale

### Qualifizierte Teams
Als Veranstalter des Final Fours ist der  THW Kiel mit der sportlichen Qualifikation für das Viertelfinale bereits direkt für das Final Four qualifiziert.
- Füchse Berlin
- Saint-Raphaël Var Handball
- Grundfos Tatabánya KC
- TSV Hannover-Burgdorf
- FC Porto
- Team Tvis Holstebro

Ausgeloste Spiele und Ergebnisse
| Mannschaft 1                             | Mannschaft 2                     | Hinspiel          | Rückspiel         | Gesamt  |
| ---------------------------------------- | -------------------------------- | ----------------- | ----------------- | ------- |
| TSV Hannover-Burgdorf 16 Kastening       | Füchse Berlin 15 Lindberg        | So. 21.04.2019    | So. 28.04.2019    | 54 : 64 |
| TSV Hannover-Burgdorf 16 Kastening       | Füchse Berlin 15 Lindberg        | 26 : 34 (15 : 16) | 28 : 30 (11 : 18) | 54 : 64 |
| TSV Hannover-Burgdorf 16 Kastening       | Füchse Berlin 15 Lindberg        | 3937 Zuschauer    | 7165 Zuschauer    | 54 : 64 |
| Team Tvis Holstebro 14 Bramming          | Grundfos Tatabánya KC 10 Vujović | Sa. 20.04.2019    | Sa. 27.04.2019    | 52 : 50 |
| Team Tvis Holstebro 14 Bramming          | Grundfos Tatabánya KC 10 Vujović | 29 : 24 (12 : 9)  | 23 : 26 (14 : 12) | 52 : 50 |
| Team Tvis Holstebro 14 Bramming          | Grundfos Tatabánya KC 10 Vujović | 2021 Zuschauer    | 2650 Zuschauer    | 52 : 50 |
| Saint-Raphaël Var Handball 19 Caucheteux | FC Porto 15 Areia                | Sa. 20.04.2019    | Sa. 27.04.2019    | 60 : 64 |
| Saint-Raphaël Var Handball 19 Caucheteux | FC Porto 15 Areia                | 30 : 30 (17 : 17) | 30 : 34 (17 : 15) | 60 : 64 |
| Saint-Raphaël Var Handball 19 Caucheteux | FC Porto 15 Areia                | 2000 Zuschauer    | 2099 Zuschauer    | 60 : 64 |

## Final Four
Für das AKQUINET Final Four in der Sparkassen-Arena in Kiel qualifizierten sich:
- THW Kiel
- Füchse Berlin
- FC Porto
- Team Tvis Holstebro

### 1. Halbfinale
| Mannschaft 1                   | Endergebnis       | Mannschaft 2      | Datum und Zeit              |
| ------------------------------ | ----------------- | ----------------- | --------------------------- |
| Team Tvis Holstebro 7 Bramming | 26 : 32 (14 : 16) | THW Kiel 6 Ekberg | Fr. 17. Mai 2019, 18:00 Uhr |

### 2. Halbfinale
| Mannschaft 1         | Endergebnis      | Mannschaft 2     | Datum und Zeit                  |
| -------------------- | ---------------- | ---------------- | ------------------------------- |
| Füchse Berlin 6 Drux | 24 : 20 (12 : 8) | FC Porto 6 Alves | Fr. 17. Mai 20, 2019, S. 45 Uhr |

### Kleines Finale
| Mannschaft 1                | Endergebnis       | Mannschaft 2                            | Datum und Zeit              |
| --------------------------- | ----------------- | --------------------------------------- | --------------------------- |
| Team Tvis Holstebro 6 Smits | 26 : 28 (16 : 14) | FC Porto 7 Branquioho , Rodrigues Areia | Sa. 18. Mai 2019, 18:00 Uhr |

### Finale
Das Finale fand am 18. Mai 2019 vor 10.285 Zuschauern statt. Der Gewinner der Partie ist der Sieger des EHF-Pokals 2019.
| Mannschaft 1 | Endergebnis       | Mannschaft 2  | Datum und Zeit                  |
| ------------ | ----------------- | ------------- | ------------------------------- |
| THW Kiel     | 26 : 22 (16 : 10) | Füchse Berlin | Sa. 18. Mai 20, 2019, S. 45 Uhr |

THW Kiel: N. Landin Jacobsen, Wolff – Duvnjak (3), Reinkind (1) , M. Landin Jacobsen (4), Firnhaber, Weinhold (5) , Wiencek  , Ekberg (7), Rahmel, Dahmke, Zarabec (1), Bilyk (1),
Pekeler (2)  , Nilsson (2)
Füchse Berlin:Heinevetter, Semisch – Wiede (2), Elísson (6), Holm (1), Struck, Mandalinić (1),
Gojun   , Lindberg (3), Zachrisson (3), Schmidt, Reißky, Koch , Marsenić (3) , Drux (3)
Schiedsrichter  Dalibor Jurinovic, Marko Mrvica

## Torjäger
| Platz | Spieler               | Club                       | Tore |
| ----- | --------------------- | -------------------------- | ---- |
| 1     | Magnus Grubb Bramming | Team Tvis Holstebro        | 100  |
| 2     | Hans Lindberg         | Füchse Berlin              | 79   |
| 3     | Raphaël Caucheteux    | Saint-Raphaël Var Handball | 62   |